# Orthocentrus pulcher
Orthocentrus pulcher är en stekelart som beskrevs av André Seyrig 1934. Orthocentrus pulcher ingår i släktet Orthocentrus och familjen brokparasitsteklar. Inga underarter finns listade i Catalogue of Life.